# Симьоченко, Василе
Василе Симьоченко (рум. Vasile Simiocenco; 8 января 1947, Кришан) — румынский гребец-байдарочник, выступал за сборную Румынии на всём протяжении 1970-х годов. Участник двух летних Олимпийских игр, чемпион мира, победитель многих регат национального и международного значения.

## Биография
Василе Симьоченко родился 8 января 1947 года в деревне Кришан уезда Тулча. Активно заниматься греблей начал в раннем детстве, проходил подготовку в столичном спортивном клубе «Стяуа» в Бухаресте.
Первого серьёзного успеха на взрослом международном уровне добился в 1969 году, когда попал в основной состав румынской национальной сборной и побывал на чемпионате Европы в Москве, откуда привёз награду бронзового достоинства, выигранную в программе двухместных байдарок на дистанции 10000 метров. Год спустя выступил на чемпионате мира в Копенгагене, где стал бронзовым призёром в двойках на десяти километрах. Ещё через год на аналогичных соревнованиях в Белграде получил бронзу в двойках на тысяче метрах и завоевал золото в четвёрках на десяти тысячах метрах.
Благодаря череде удачных выступлений удостоился права защищать честь страны на летних Олимпийских играх 1972 года в Мюнхене — стартовал в зачёте двухместных байдарок на дистанции 1000 метров, пробился в финальную стадию, однако в решающем заезде финишировал лишь пятым. В следующем сезоне на чемпионате мира в финском Тампере дважды поднимался на пьедестал почёта: выиграл бронзовые медали в эстафете 4 × 500 м и в десятикилометровой гонке байдарок-четвёрок. В 1975 году на мировом первенстве в Белграде взял серебро в четвёрках на десяти километрах. Будучи одним из лидеров гребной команды Румынии, благополучно прошёл квалификацию на Олимпийские игры 1976 года в Монреале — в четвёрках на тысяче метрах показал в финале четвёртый результат, немного не дотянув до призовых позиций.
После монреальской Олимпиады Симьоченко остался в основном составе румынской национальной сборной и продолжил принимать участие в крупнейших международных регатах. Так, в 1977 году он выступил на чемпионате мира в болгарской Софии, где удостоился серебряной награды в полукилометровой гонке четырёхместных байдарок. Вскоре по окончании этих соревнований принял решение завершить спортивную карьеру, уступив место в сборной молодым румынским гребцам.